# Дембінець (Великопольське воєводство)
Дембінець (пол. Dębiniec, нім. Eichenau) — село в Польщі, у гміні Марґонін Ходзезького повіту Великопольського воєводства.
У 1975-1998 роках село належало до Пільського воєводства.